# Colotois interrupta
Colotois interrupta là một loài bướm đêm trong họ Geometridae.